# Laomedea amphora
Laomedea amphora är en nässeldjursart som beskrevs av Agassiz 1862. Laomedea amphora ingår i släktet Laomedea och familjen Campanulariidae. Inga underarter finns listade i Catalogue of Life.